# Régiment de Talpaches
Les régiments de Talpaches sont des unités de cavalerie légère ou d’infanterie légère du XVIIIe siècle.

## Histoire
Les régiments de Talpaches étaient en 1741 pendant la guerre de Succession d'Autriche des unités d’infanterie légère Austro-Hongroise, des troupes irrégulières ou milices à pied hongroise de l'Esclavonie ou de la Croatie au service de l'Autriche,. Comme les Pandours et les Croates ils étaient issus des Confins militaires des états autrichiens au XVIIIe siècle,. Ils étaient armés d'un sabre, d'un fusil, et de un ou plusieurs pistolets.
D'après le marquis de Talleyrand en campagne en Bohême en 1743; « il y avoit de l'infanterie avec des bottines qui étoient habillés à la huffarde et qui avoient des manteaux de toutes fortes de couleurs; ce sont apparemment des Croates ou Talpaches ».

### Armée des émigrés
À l'époque de la Révolution française des corps de cavalerie légère de l'armée des émigrés sont appelés talpaches ou tolpaches, portant un uniforme de style hongrois avec un shako (Colback ou tolpak) en cuir bouilli, comme les hussards tolpaches dans la légion de Mirabeau et les hussards talpaches de Rohan, corps de hussards levé en 1793 par le cardinal Louis de Rohan et dont le colonel propriétaire était son neveu le prince Charles-Alain-Gabriel de Rohan.

## Sources
- Grouvel (vicomte). Hussards de Rohan (1794-1797), Les corps de troupe de l’émigration, 3 volumes, La Sabretache, Paris, 1961-1965[13].

- François Grille, L'Émigration angevine, Cosnier et Lachèse, Bibliothèque des archives de Maine-et-Loire, Cote BIB 527, 1840., VII, page 8, 9.
- Voltaire, Siècle de Louis XV. Tome XIX.